# Museum Vestfyn
Museum Vestfyn er et statsanerkendt museum organiseret som en selvejende institution, der økonomisk baseres på tilskud fra staten og især Assens Kommune. Museum Vestfyn blev etableret i år 2000 ved sammenlægning af en række museer og samlinger. Dengang var dets navn Museerne på Vestfyn, men det blev ændret til Museum Vestfyn ved indgangen til 2013.

## Ernst
Bygningerne i Østergade 57 rummede tidligere både bolig og sølvvarefabrikation – nu danner de rammen om Museum Vestfyns udstillingen Ernst. Ernst er historier om provinsindustri, samleri, sølvvarer, kønsidentitet, familie og rejser ud i verden. Om at komme hjem. Om at tage et stykke af verden med hjem hver gang. 
I det tidligere industrikompleks, hvor Johan Ernst (1867-1924) startede værksted i 1890 og få år senere en hel sølvvarefabrik, på adressen Østergade 57 i Assens, finder man nu udstillingen Ernst. Sølvvarefabrikken havde ca. 50 ansatte og var i en periode blandt Danmarks største. Efter Johan Ernsts død i 1924 blev firmaet videreført af sønnen Frederik Ernst (1892-1976).
Både Johan og Frederik Ernst var samlere, men især Frederik var en inkarneret samler, og han fyldte efterhånden sin lejlighed med porcelæn fra kendte fabrikker i Europa og Fjernøsten, tin, glas, malerier, ure, møbler og meget mere. Efter 1955 blev nogle af de tidligere værksteder også inddraget til formålet, og han åbnede nu sine udstillinger og sit hjem for offentligheden.
ERNST rummer den autentiske fabrikantlejlighed, en udstilling om sølvvarefabrikken J. Ernst’s Sølvvarefabrik (1890-1955) og fabrikantens charmerende italienske have. Alle trækker de tråde til livet som fabrikant og bedre borgerskab i provinsbyen Assens i 1900-tallet. I ERNST finder du også museets hyggelige café, CAFÉ ERNST.
Familien Ernst opbyggede deres velstand på grundlag af sølvvarefabrikation. Fabrikken J. Ernst’s Sølvvarefabrik blev grundlagt i 1890 af Johan Ernst (1867-1924) og fabrikken fik sine velmagtsdage i 1920’erne, hvor fabrikken for alvor blev mekaniseret og fabrikken og butikken i alt beskæftigede mere end 40 personer. På fabrikken blev især produceret sølvbestik, men også større korpusarbejder og smykker blev der solgt fra fabrikkens butik på samme adresse. Produktion fra fabrikken blev forhandlet i hele Danmark og i Sverige.
Efter fabrikkens endelige lukning i 1955 skete der over årene en forandring af lokalerne; de gamle fabrikslokaler blev til udsmykkede stuer og sale, der kom til at rumme sønnens, fabrikant Frederik Ernsts (1892-1976), voksende antikvitetssamling.
For Frederik Ernst var den kunstneriske åre, og den store interesse for historie og antikviteter tydeligvis nerven i hans tilværelse. Formuen fra sølvvarefabrikkens tid blev brugt på at opkøbe antikviteter fra hele verden. Antikvitetssamlingen er rig og består bl.a. af porcelæn, møbelkunst, sølv og malerier. Samlingen af porcelæn indbefatter mere end 30 spisestel, hvoraf flere af dem står på opdækkede borde. En imponerende opdækning med Flora Danica pryder lejlighedens spisestue. Som gæst får man adgang til de rigt dekorerede og farverige stuer og sale, hvor de forskellige antikviteter er sat i scene af fabrikanten selv.
Frederik Ernst stiftede aldrig familie. Han navigerede i et liv, hvor engagement i lokale kulturanliggender blev prioriteret højt samtidig med, at han socialiserede bredt, også i kredse i det københavnske kulturmiljø. Frederik Ernst levede på mange måder et dobbeltliv, dels som en stærk stemme i det lokale, i hvert fald på overfladen, mere konservative miljø, og dels som homoseksuel i et mere frisindet netværk af ligesindede.
Han var en verdensmand, og var i høj grad inspireret af de mennesker og ting han så på sine rejser i udlandet. Forkærligheden for det italienske lader sig ikke fornægte og ses især i indretningen af haven, Frederik Ernsts Have. Haven er i hjertet af ERNST og er et haveanlæg der er symmetrisk opbygget med et bassin i sin midte.

## Assens Toldkammer
Den gamle toldkammerbygning, Assens Toldkammer – tidligere Toldbodhus, Nordre Havnevej 19, Assens, blev opført i 1834 efter tegning af hofbygmester og kongelig bygningsinspektør Jørgen Hansen Koch. De samme tegninger blev brugt til at opføre toldkammerbygning i Faaborg tre år senere. Bygningens arkitektur kan karakteriseres som en enkel og ren udgave af toldetatens tidlige typehuse. Tilbygningen mod øst, pakhusbygningen, blev opført som frihandelslager i 1854, betalt af havnekassens midler. Her kunne byens købmænd opbevare varer og samtidig udskyde betaling af told. Bygningen har gennemgået én gennemgribende renovering tilbage i 1868 efter en højvandsepisode, hvor vandet stod ind i bygningen. Samtidig med at man reparerede skaderne efter højvandet, som indtraf i december 1867, ændredes også bygningens indretning i stueetage og første sal således, at bygningen i højere grad kunne imødekomme de ansatte og de besøgendes behov. Det er dette grundplan vi kan genkende i bygningen i dag.
I 1972 købte “Assens Sømandsforenings Sømandshjems Fond” bygningen med formålet at udstille søfartsminder. I 1978 blev bygningen fredet. I år 2000 overtog Museum Vestfyn bygningen, som i dag rummer udstillingen Mennesket og havnen. 
I 2021 blev blandt andet facaden renoveret, her skiftede bygningen farve fra gul til den mere historiske rosa farve. Samtidig skiftede bygningen navn fra Toldbodhus til Assens Toldkammer.
Udstillingen Mennesket og havnen fortæller historien om havnen og dens vitale betydning for købstad og opland gennem tiderne. I udstillingen kommer man således tæt på den havn, der var det væsentlige grundlag for, at Assens by opstod. Historien fortælles gennem museumsgenstande, sammen med lyd, lys, billeder og unikke filmklip fra lokalarkivet.

## Willemoesgården
Willemoesgaarden ligger i Østergade 36 og er et af de ældste huse i Assens. Gården er opført i 1600-tallet, som et otte fag dybt gavlhus der dannede et skarpt hjørne mod Kindhestegade. I 1675 blev porten fra Østergade ind til det indre gårdkompleks ændret, da storkøbmand Erich Nielsen overtog bygningen. Den dag i dag kan man læse indskriften fra 1675 i bjælken over vognporten: ”Uden Herren bygge Huset, da arbejde de forgæves som bygge”, og ”Uden Herren bevare staden, da våge vægterne forgæves”.  
Bygningen har i lang tid- og ad flere omgange fungeret som købmandsgård og magasin. Bygningen har derudover fungeret som amtstue, hvor bønder og borgere betalte deres skat og amtsforvalterne boede med sin familie.
Bygningen har sit navn efter søhelten Peter Willemoes (1783-1808), som blev født i bygningen. Den gang var bygningen amtsforvalterbolig for familien Christen Christensen Willemoes. Da familien Willemoes flyttede til Odense i 1795, ophørte bygningen med at fungere som amtstue og blev igen brugt som købmandsgård. Storkøbmand Jørgen Christian Dreyer ejede bygningen i en kort periode umiddelbart efter Willemoes forlod den. Guldaldermaleren Dankvart Dreyer kom til verden mens hans far boede i Østergade 38 (i dag: Plums Købmandsgård).
I 1914 købte kommunen ejendommen og bygningen blev fredet. I dag rummer bygningen Museum Vestfyns udstilling Willemoes, som fortæller om søhelten Peter Willemoes (1783-1808).
I udstillingen Willemoes kommer man tæt på søhelten Peter Willemoes. Her kan man bl.a. opleve en førstehåndsberetning fra sportsdykker Nils Duve, der gennem flere årtier har dykket på vraget af Prinds Christian Frederik, skibet hvor Peter Willemoes måtte lade livet i 1808. Udstillingen giver også nyt liv til Willemoes´ søster, der fortæller om sin oplevelse på det tidspunkt, hvor hendes bror døde i kampen mod den engelske flåde. Man kan også komme tæt på Peter Willemoes’ personlige ejendele, samtidig med, at man får mere at vide om bygningens historie.
Betydningen af helten for det lokale og det nationale fællesskab ses tydeligt, når man drages ind i beretningen om, hvordan det store maleri af marinemaleren Christian Mølsted Slaget på Rheden 2. april Willemoes om bord på det Gernerske Flaadebatteri, 1801, kom til Sønderjylland efter Genforeningen i 1920 og den dramatiske tur til Assens i 1933. Udstillingen runder også forskellige måder, Peter Willemoes er brugt på, op gennem historien.

Udstillingen er meget velegnet til børn. i udstillingen kan børnene blandt andet ”sejle” afsted og se verdenshjørnerne på det flotte kompas i skibsrattet.
Kunstsamlingen i Vestfyns Kunstmuseum findes ikke som en selvstændig enhed mere, men samlingens genstande bevares i Museum Vestfyns varetægt, hvor de kan dukke op i fremtidige udstillinger med fokus på lokal- og kulturhistorie. Beslutningen herom blev i realiteten taget i 2012.
Vestfyns Kunstmuseum i Østergade 38 i Assens blev åbnet i 1994 og var åbent her indtil begyndelsen af 2014 i tilknytning til Willemoesgården, hvor flere af kunstværkerne tidligere havde befundet sig. I Østergade 38 blev guldaldermaleren Dankvart Dreyer født den 13. juni 1816 (død i 1852 i Barløse ved Assens), og hans værker var rigt repræsenteret i udstillingen, hvor der i øvrigt vistes en række værker af kunstnere med relation til Assens: billedhuggeren Jens Adolf Jerichau (1816-1883) og hans hustru Elisabeth Jerichau Baumann, bysbarnet og Skagensmaleren Thorvald Niss (1842-1905), "hestemaleren" Lauritz Mikkelsen (født i Skåne i 1879, død i Saltofte ved Assens i 1966), dyrehavemalerne Peter Klitz (1874-1955) og Aage Jacobsen (1894-1970) samt Saltoftemaleren Niels Hyhn (1902-1950).

## Overdraget:Vestfyns Hjemstavnsgård
Vestfyns Hjemstavnsgård er fra januar 2016 overtaget af Vestfyns Hjemstavnsforening. Nogle af samlingens genstande er overført til magasin for at kunne bevares for eftertiden.
På adressen Klaregade 23 i landsbyen Gummerup ved Glamsbjerg i Assens Kommune ligger frilandsmuseet Vestfyns Hjemstavnsgård. Det består af en række bygninger fra 1700-tallet. Selve den firlængede sulegård (Landmålergården) ligger på sit oprindelige sted, mens andre bygninger er flyttet dertil. 
Således lå det røde Urmagerhus oprindelig i nabolandsbyen Køng, hvor det blev opført 1776, og senere kom til at huse urmagerfamilien Wibye, der lavede de kendte Køng-klokker. Men der brændte Urmagerhuset i 1973, og det blev flyttet og genopført på Hjemstavnsgårdens område i 1981. Landsbysmedjen stammer fra Tåstrup på Nordfyn, og tørvekoven stammer fra Håstrup (mellem Haarby og Fåborg), hvor den var en del af smedens bygninger.
Der var landbrug på gården indtil 1930, og man kunne blandt andet se mange landbrugsredskaber dér. Gården blev åbnet som museet Vestfyns Hjemstavnsgård den 7. juni 1931.

## Lukket:Mands Samling
Museet Mands Samling er definitivt lukket i maj 2014. Mange af samlingens genstande er overført til magasin. Det tømte hus blev i oktober 2014 tilbageskødet til fonden bag Mands Samling, og i 2015 købt af Toldstrupselskabet, som i dag driver et museum om Jens Toldstrup i huset.
I 1951 åbnede Anton Jensen (1885-1970) Museet Mands Samling i ejendommen Damgade 26 i Assens, som hans kone Marianette havde købt i 1920. Det blev byens første kulturhistoriske museum og samlingen viser med de mange genstande, heraf også nogle finurlige, meget om livet i det gamle Assens. 
Navnet Mand var et kendt navn langt tilbage i Anthon Jensens slægt. Han var selv udlært smed, men havde prøvet forskellige erhverv og var blevet lidt af en altmuligmand. Efter hans død i 1970 videreførtes museet i mere end 25 år af datteren Marianette Schneider.
Af Anthon Jensens børn kendes dog især modstandsmanden Jens Toldstrup, hvis indsats under 2. verdenskrig blev højt anerkendt, ikke mindst fra engelsk side. I dag huser ejendommen et museum over Jens Toldstrup, som drives af en privat forening som ikke er tilknyttet Museum Vestfyn.
Om ejendommen Damgade 26 vides også, at den husede et stort antal russiske flygtninge omkring afslutningen på 1. verdenskrig.
Museet blev lukket bl.a. ud fra et lavt besøgstal, men i sommeren og eftersommeren i 2013 blev der arrangeret afskedsomvisninger i samlingen, hvor man så et usædvanligt højt besøgstal.